# Vlaams Tram- en Autobusmuseum

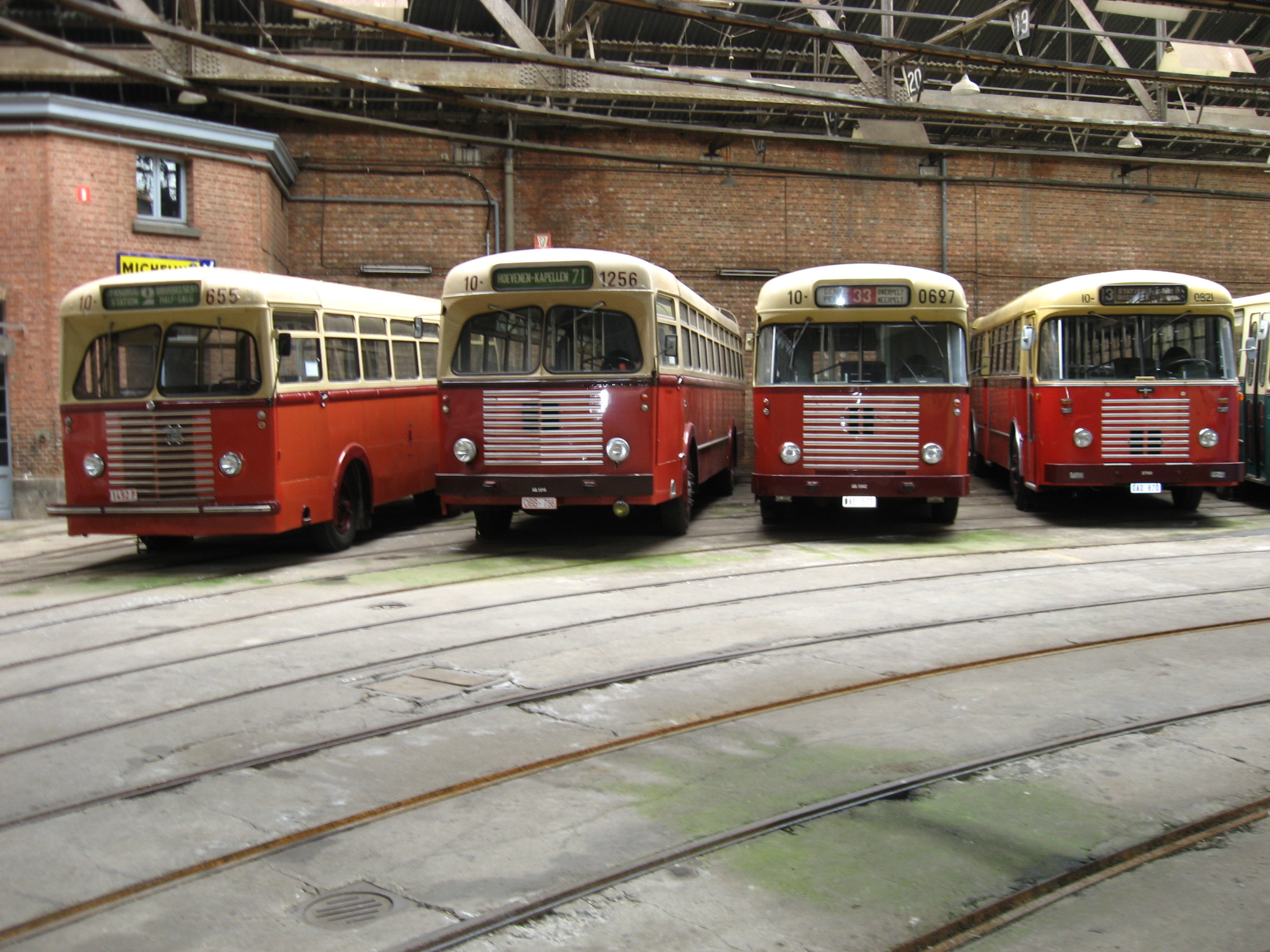
Jaren '50-bussen van de NMVB.

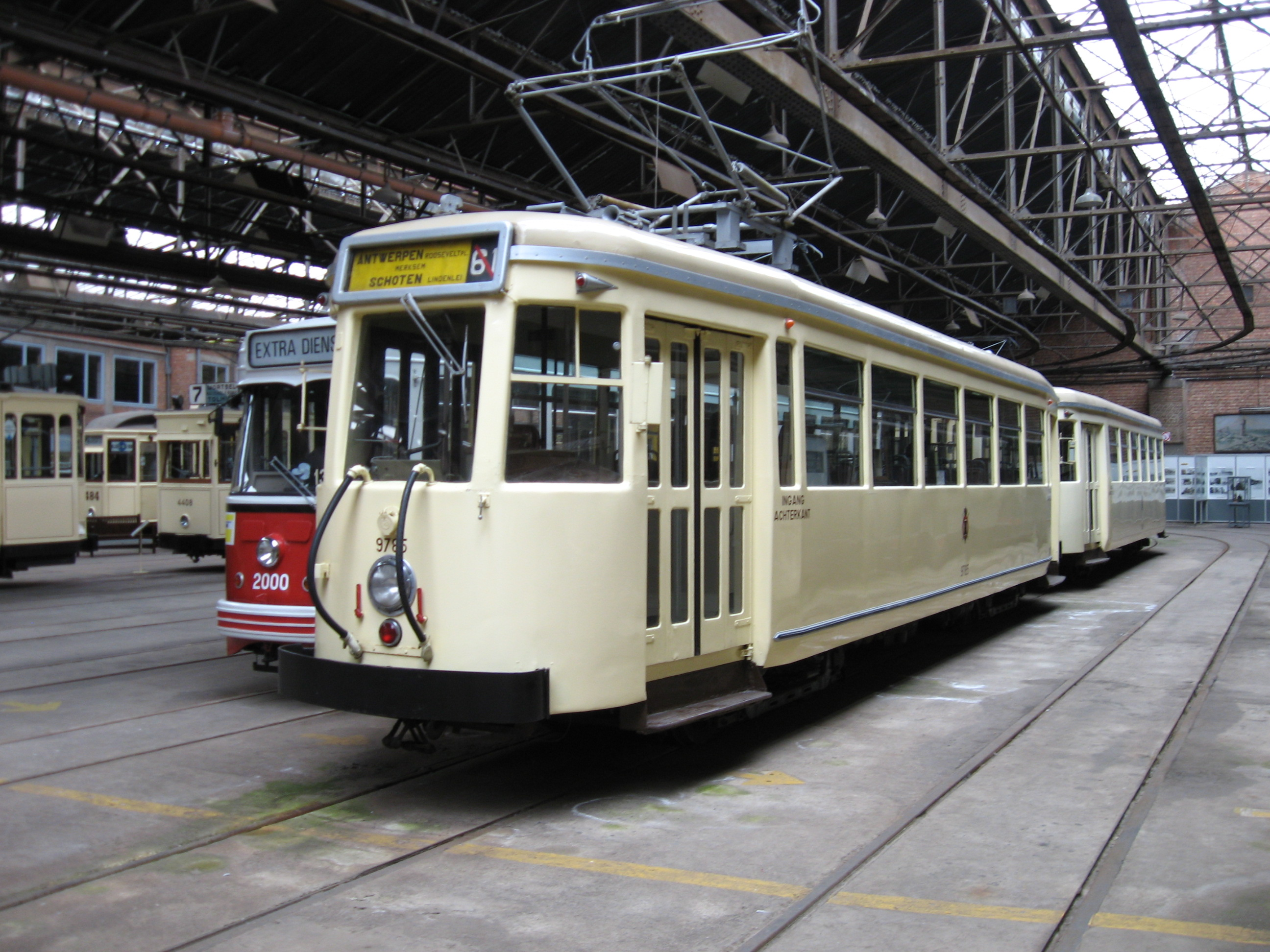
De laatste tram van lijn 61; S-motorwagen van de NMVB.

Het Vlaams Tram- en Autobusmuseum is een trammuseum waar trams en bussen, van vroeger en nu, worden tentoongesteld aan het publiek. Het museum is gelegen in het Antwerpse district Berchem in de vroegere stelplaats Groenenhoek. De vzw die het museum beheert is opgericht op initiatief van en wordt ondersteund door De Lijn. In het museum zijn trams en bussen van de NMVB en diverse Vlaamse tram- en busbedrijven aanwezig.

## Locatie
Het museum bevindt zich in het historische stelplaatsgebouw Groenenhoek, Diksmuidelaan 42, 2600 Berchem-Antwerpen. Het gebouw dateert uit 1912 en is sinds 19 maart 1996 als beschermd monument geklasseerd. Stelplaats Groenenhoek werd nog tot 15 december 1997 door De Lijn gebruikt. Sinds midden 2019 is het gebouw gerenoveerd en het museum werd heropend op 15 juni 2019. 

## Openingstijden
Het museum is geopend op zaterdagen, zondagen en wettelijke feestdagen van 13.00 tot 16.30 uur, van midden april tot midden oktober. Het is toegankelijk voor andersvaliden, maar de tramsporen met groefrails en verkanting in de bochten vragen extra aandacht.

## Verzameling
Het museum is gewijd aan de geschiedenis van het openbaar vervoer in België (en vooral Vlaanderen) in het algemeen en in Antwerpen in het bijzonder. De pakwagen B 2227 van de Buurtspoorwegen (bouwjaar 1899) is het oudste voertuig uit de collectie. Andere merkwaardige voertuigen zijn, onder andere, de eerste Antwerpse elektrische tram (bouwjaar 1900), een open tram uit Gent (bouwjaar 1908), een stoomtramlocomotief (bouwjaar 1915) en de enige bewaard gebleven gyrobus in de wereld. In totaal is het museum 75 trams en bussen rijk.
Naast de voertuigen zelf bezit het museum een uitgebreide verzameling van toebehoren, dienstuniformen, modellen en dergelijke.

## Archieven
Na de opsplitsing van de Nationale Maatschappij van Buurtspoorwegen is het Vlaamse deel (inbegrepen Waals-Brabant) van het bedrijfsarchief overgedragen aan de nieuwe maatschappij "De Lijn". Door de persoonlijke tussenkomst van de eerste conservator, Eric Keutgens, is dit buurtspoorwegarchief bewaard gebleven en opgeslagen in het museum. Het archiefdeel van West-Vlaanderen is later door de archiefdienst van de provincie West-Vlaanderen te Brugge overgenomen. Het archief bevat o.a. de oorspronkelijke projectaanvragen, kapitaalvorming, kunstwerken, stations en stelplaatsen, privé-aansluitingen, elektrificatie en exploitatie. Deze documenten zijn op afspraak te raadplegen door onderzoekers. 
VlaTAM bezit ook technische archieven en materieellijsten van trams en bussen, afkomstig van de maatschappijen en constructeurs.
Het foto-, dia- en filmarchief is vooral opgebouwd uit schenkingen van liefhebbers die hun werk aan het museum hebben toevertrouwd.
Er is ook een uitgebreide bibliotheek van boeken en tijdschriften, meestal niet meer in de handel te vinden. Ook boeken over buitenlandse trams en bussen behoren tot de verzameling.

## Rijdende voertuigen
Een beperkt aantal trams is rijvaardig en wordt ingezet op het Antwerpse net voor evenementen en voor verhuur.
De rijvaardige bussen nemen af en toe deel aan evenementen. De inzet voor reizigers wordt beperkt door wettelijke voorschriften.